# Ливађе (Брус)
Ливађе је насеље у Србији у општини Брус у Расинском округу. Према попису из 2022. било је 91 становника (према попису из 1991. било је 185 становника). Постојало је још у средњем веку, када се у њему налазио рудник, рударско насеље и трг, а први пут се у изворима помиње у дубровачком документу од 24.08.1405. године.

## Демографија
У насељу Ливађе живи 149 пунолетних становника, а просечна старост становништва износи 46,9 година (44,1 код мушкараца и 49,8 код жена). У насељу има 53 домаћинства, а просечан број чланова по домаћинству је 3,28.
Ово насеље је великим делом насељено Србима (према попису из 2002. године), а у последња три пописа, примећен је пад у броју становника.
|  |

| Демографија | Демографија | Демографија |
| Година      | Становника  | Становника  |
| ----------- | ----------- | ----------- |
| 1948.       | 232         |             |
| 1953.       | 254         |             |
| 1961.       | 275         |             |
| 1971.       | 265         |             |
| 1981.       | 239         |             |
| 1991.       | 185         | 185         |
| 2002.       | 174         | 179         |

| Етнички састав према попису из 2002.‍ | Етнички састав према попису из 2002.‍ | Етнички састав према попису из 2002.‍ | Етнички састав према попису из 2002.‍ | Етнички састав према попису из 2002.‍ |
| ------------------------------------ | ------------------------------------ | ------------------------------------ | ------------------------------------ | ------------------------------------ |
|                                      |                                      |                                      |                                      |                                      |
| Срби                                 | Срби                                 |                                      | 173                                  | 99,42%                               |
| Југословени                          | Југословени                          |                                      | 1                                    | 0,57%                                |
| непознато                            | непознато                            |                                      | 0                                    | 0,0%                                 |

| Година пописа     | 1948. | 1953. | 1961. | 1971. | 1981. | 1991. | 2002. |
| ----------------- | ----- | ----- | ----- | ----- | ----- | ----- | ----- |
| Број домаћинстава | 29    | 30    | 34    | 37    | 52    | 48    | 53    |

| Број чланова      | 1 | 2  | 3 | 4 | 5 | 6 | 7 | 8 | 9 | 10 и више | Просек |
| ----------------- | - | -- | - | - | - | - | - | - | - | --------- | ------ |
| Број домаћинстава | 9 | 16 | 9 | 5 | 6 | 4 | 2 | 1 | 0 | 1         | 3,28   |

| Пол    | Укупно | Неожењен/Неудата | Ожењен/Удата | Удовац/Удовица | Разведен/Разведена | Непознато |
| ------ | ------ | ---------------- | ------------ | -------------- | ------------------ | --------- |
| Мушки  | 75     | 20               | 51           | 4              | 0                  | 0         |
| Женски | 78     | 7                | 51           | 20             | 0                  | 0         |
| УКУПНО | 153    | 27               | 102          | 24             | 0                  | 0         |

| Пол    | Укупно                    | Пољопривреда, лов и шумарство | Рибарство                            | Вађење руде и камена | Прерађивачка индустрија       |
| ------ | ------------------------- | ----------------------------- | ------------------------------------ | -------------------- | ----------------------------- |
| Мушки  | 47                        | 33                            | 0                                    | 0                    | 1                             |
| Женски | 19                        | 16                            | 0                                    | 0                    | 1                             |
| УКУПНО | 66                        | 49                            | 0                                    | 0                    | 2                             |
| Пол    | Производња и снабдевање   | Грађевинарство                | Трговина                             | Хотели и ресторани   | Саобраћај, складиштење и везе |
| Мушки  | 0                         | 0                             | 1                                    | 5                    | 2                             |
| Женски | 0                         | 0                             | 0                                    | 0                    | 1                             |
| УКУПНО | 0                         | 0                             | 1                                    | 5                    | 3                             |
| Пол    | Финансијско посредовање   | Некретнине                    | Државна управа и одбрана             | Образовање           | Здравствени и социјални рад   |
| Мушки  | 0                         | 3                             | 0                                    | 0                    | 0                             |
| Женски | 0                         | 0                             | 0                                    | 0                    | 1                             |
| УКУПНО | 0                         | 3                             | 0                                    | 0                    | 1                             |
| Пол    | Остале услужне активности | Приватна домаћинства          | Екстериторијалне организације и тела | Непознато            | Непознато                     |
| Мушки  | 2                         | 0                             | 0                                    | 0                    | 0                             |
| Женски | 0                         | 0                             | 0                                    | 0                    | 0                             |
| УКУПНО | 2                         | 0                             | 0                                    | 0                    | 0                             |